# Blodbadet i Melbourne

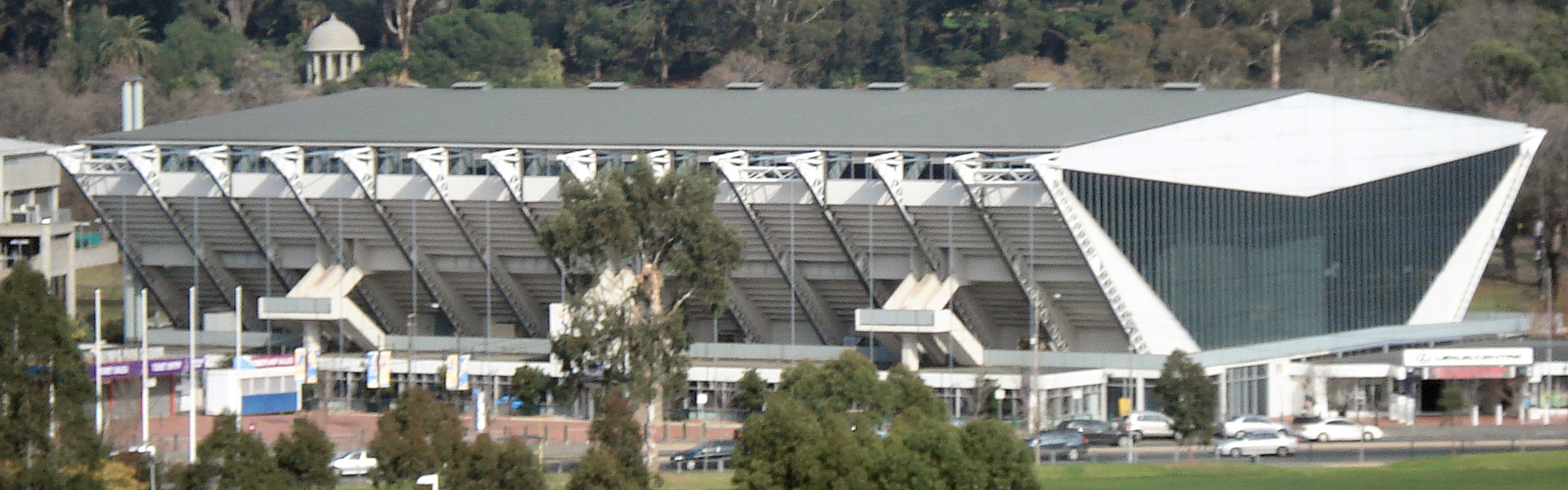
Swimming and Diving Stadium (idag med namnet Holden Centre) byggdes till sommar-OS i Melbourne. Anläggningen härbärgerade bland annat spelens tävlingar i vattenpolo.

Vattenpolomatchen Ungern-Sovjetunionen i OS 1956 (även kallad "Blodbadet i Melbourne" eller "Blodet i vattnet"; ungerska Melbourne-i vérfürdő) utspelades den 6 december 1956 i Melbourne i Australien, under Olympiska sommarspelen 1956.  Ungern vann med 4-0 i denna semifinalmatch, i en turnering som Ungern vann och där Sovjetunionen tog brons.
Matchen spelades endast en månad efter Ungernrevolten. Semifinalen lagen emellan räknas ofta som den mest kända vattenpolomatchen i sportens historia.

## Historik

### Bakgrund
Den 23 oktober 1956 höll studenter en liten demonstration som eskalerade till ett fullskaligt uppror mot den sovjetiska marionettregeringen i Budapest. Under ett par dagar såg det ut som om Ungern hade lyckats frigöra sig från sovjetiskt herravälde. Den 1 november började dock sovjetiska pansarfordon rulla in i Ungern och från 4 november till 10 november började sovjetiska trupper kuva upproret med en kombinerad vapenstrategi av flyganfall, artilleribombardemang och koordinerade pansarfordonsinfanteriaktioner. Detta lade stora delar av centrala Budapest i ruiner och resulterade i stor blodsutgjutelse.
Under tiden för folkresningen, var det ungerska vattenpololandslaget på träningsläger i bergen ovanför Budapest. De hörde skottlossning och såg röken stiga upp ur staden. Laget, som var olympiska mästare med sommarolympiaden i Melbourne i sikte mindre än två månader bort, blev snabbt flyttade över gränsen till Tjeckoslovakien för att undvika att bli indragna i revolutionen. De ungerska spelarna fick först reda på omfattningen av den folkliga resningen sedan de anlänt till Australien.
Vid invigningen av sommarolympiaden hade Sovjetunionen redan slagit ner resningen, och många av spelarna såg olympiaden som ett tillfälle att hedra sitt land. Vid denna tidpunkt hade det internationella världssamfundet blivit fullt medvetet om det brutala sovjetiska svaret på den ungerska revolten, vilket ledde till att det ungerska olympiska laget blev hyllat var det än tävlade.
"Blodet i vattnet-matchen" spelades inför en publik till större delen bestående av landsförvisade ungrare, varav många hade varit på boxningsarenan ett par dagar tidigare för att se László Papp vinna sin tredje guldmedalj.
Matchen hade några månader tidigare (före Ungernrevolten) föregåtts av en annan landskamp i vattenpolo mellan Ungern och Sovjetunionen. Matchen hade vunnits av Sovjet under tveksamma omständigheter, där den ryske domaren anklagades för att ha sålt sig till matchvinnarna. Efter den matchen blev det bråk i omklädningsrummet mellan de båda lagen.

### Matchen
Denna den ena semifinalmatchen i vattenpoloturneringen genomfördes mot bakgrund i en medveten taktik från det ungerska laget. Man planerade spela med ett utpräglat zonförsvar och en centralt placerad spelare som skulle neutralisera motståndarnas försök att använda centrum av planen. Det talades även om en medveten taktik om att få de sovjetiska spelarna ur balans (och därigenom spela sämre) genom verbala förolämpningar (ungrarna hade lärt sig ryska i skolan och de hade förberett en del förolämpningar som inte skolan lärt ut). Resultatet blev att det matchen igenom pågick sparkande och knuffande mellan spelarna i bassängen, och totalt fem av spelarna blev föremål för utvisning.
Ansvarig matchdomare var svensken Sam Zuckerman. Efter regelvidrigheter i vattnet tilldömde han straff till Ungern i både första och andra perioden (av totalt fyra), vilket resulterade i två ungerska mål. Minst en av de sovjetiska spelarna ansåg i en intervju efter matchen att domaren var klart jävig, till ungrarnas fördel.
Namnet The "Blood in the water match" eller "Blodet i vattnet-matchen" myntades av medierna sedan den ungerske spelaren Ervin Zádor (den yngste spelaren i laget) steg upp ur vattenbassängen, när två minuter återstod, med blod forsande under ena ögat. Han hade då fått ett knytnävsslag från en sovjetisk spelare, Valentin Prokopov.
Ett stort tumult uppstod, där både åskådare och ungerska idrottsledare tog sig in på tävlingsområdet. De rusade mot spelarna i det sovjetiska laget, som fick lov att bege sig av från arenan under poliseskort. Samtidigt samlades både journalister och fotografer runt den skadade Zádor.
Matchen slutade 4–0 till Ungern.

### Efterspel och dokumentärer
Ungern avancerade till final i vattenpoloturneringen, en final där man segrade med 2–1 mot Jugoslavien. Ervin Zádor, allmänt ansedd som det ungerska lagets bäste spelare, övervarade finalmatchen från sidan av bassängen.
Efter OS-tävlingarna återvände Zádor inte till Ungern. Han flyttade till USA, där han slog sig ner i norra Kalifornien och kom att försörja sig som affärsman och simtränare.
Under 2006, inför 50-årsjubileet av Ungernrevolten 1956, släpptes en dokumentärfilm Freedom's Fury som beskrev denna historiska vattenpolomatch. Filmens producenter var bland andra Lucy Liu och Quentin Tarantino, som även beskrev händelsen som "den bästa oberättade händelsen någonsin". Dokumentären är kommenterad av Mark Spitz, som tränades av Ervin Zádor som tonåring.
Ytterligare en film har producerats under titeln Children of Glory (Szabadság, szerelem på ungerska), vilket betyder Frihet, kärlek, efter ett par kända rader från Sándor Petőfi, martyrpoeten från ungerska revolutionen 1848–1849. Filmen visar händelser kring 1956 års revolution ur en av vattenpolospelarnas och en kvinnlig students perspektiv. Filmen är regisserad av Krisztina Goda, och producerad av Andrew G. Vajna. Filmen hade premiär i Ungern den 23 oktober 2006, på 50-årsdagen av ungernrevolten. Den 29 oktober 2006 visades den i Vita huset för president George W. Bush och hans gäster (främst kända ungrare såsom George Pataki, guvernör i New York, György Oláh Nobelpristagare med flera).